# Race of Champions 1965
Race of Champions 1965 je bila druga neprvenstvena dirka Formule 1 v sezoni 1965 in sploh prva dirka Race of Champions. Odvijala se je 13. marca 1965 na dirkališču Brands Hatch.

## Dirka
| Poz | Dirkač              | Moštvo                      | Konstruktor    | Čas/Odstop               | Št. mesto | Heat 1/2  |
| --- | ------------------- | --------------------------- | -------------- | ------------------------ | --------- | --------- |
| 1   | Mike Spence         | Team Lotus                  | Lotus-Climax   | 2.11:42.0                | 3         | 3. / 1.   |
| 2   | Jackie Stewart      | Owen Racing Organisation    | BRM            | + 59.4 s                 | 6         | 7. / 4.   |
| 3   | Jo Bonnier          | Rob Walker Racing Team      | Brabham-Climax | 79 krogov                | 4         | 8. / 2.   |
| 4   | Frank Gardner       | John Willment Automobiles   | Brabham-BRM    | 79 krogov                | 15        | 9. / 3.   |
| 5   | Bruce McLaren       | Cooper Car Company          | Cooper-Climax  | 79 krogov                | 10        | 12. / 5.  |
| 6   | Jo Siffert          | Rob Walker Racing Team      | Brabham-BRM    | 79 krogov                | 12        | 11. / 6.  |
| 7   | Jochen Rindt        | Cooper Car Company          | Cooper-Climax  | 78 krogov                | 9         | 13. / 7.  |
| 8   | John Taylor         | Gerard Racing               | Cooper-Climax  | 77 krogov                | 17        | 14. / 8.  |
| 9   | Ian Raby            | Ian Raby (racing)           | Brabham-BRM    | 75 krogov                | 16        | 15. / 9.  |
| 10  | Paul Hawkins        | DW Racing Enterprises       | Lotus-Climax   | 37 krogov                | -         | DNS / 10. |
| 11  | John Rhodes         | Gerard Racing               | Cooper-Ford    | 31 krogov                | -         | DNS / 11. |
| Ods | Jack Brabham        | Brabham Racing Organisation | Brabham-Climax | Puščanje goriva          | 5         | 4./ Ods   |
| Ods | Richard Attwood     | Reg Parnell (Racing)        | Lotus-BRM      | Hl. sistem               | 11        | 10. / Ods |
| Ods | Rodney Bloor        | Sports Motors (Manchester)  | Brabham-Ford   | Obnašanje                | -         | DNS / Ods |
| Ods | Graham Hill         | Owen Racing Organisation    | BRM            | Pregrevanje              | 2         | 5. / Ods  |
| Ods | Dan Gurney          | Brabham Racing Organisation | Brabham-Climax | Vžig                     | 13        | 2. / Ods  |
| Ods | Jim Clark           | Team Lotus                  | Lotus-Climax   | Trčenje                  | 1         | 1. / Ods  |
| Ods | Mike Hailwood       | Reg Parnell (Racing)        | Lotus-BRM      | Trčenje                  | 14        | Ods / Ods |
| Ods | John Surtees        | SEFAC Ferrari               | Ferrari        | Motor                    | 7         | 6. / Ods  |
| Ods | Bob Anderson        | DW Racing Enterprises       | Brabham-Climax | Trčenje (H1) / Plin (H2) | 8         | Ods / Ods |
| DSQ | Ludovico Scarfiotti | Scuderia Centro Sud         | BRM            | Zunanja pomoč            | 18        | DSQ / -   |
| DSQ | Jo Schlesser        | John Willment Automobiles   | Lola-Ford      | Zunanja pomoč            | 20        | DSQ / -   |
| Ods | Masten Gregory      | Scuderia Centro Sud         | BRM            | Pog. gred                | 19        | Ods / -   |
| DNS | Alan Rees           | John Willment Automobiles   | Lola-Ford      |                          | -         | -         |
| WD  | Lorenzo Bandini     | SEFAC Ferrari               | Ferrari        |                          | -         | -         |
| WD  | Alan Rees           | Roy Winkelmann Racing       | Brabham-Ford   | Nepripravljen dirkalnik  | -         | -         |